# Leucothyreus tibialis
Leucothyreus tibialis är en skalbaggsart som beskrevs av Machatschke 1974. Leucothyreus tibialis ingår i släktet Leucothyreus och familjen Rutelidae. Inga underarter finns listade i Catalogue of Life.